# اللغة الموحدة
اللغة الموحدة (تفنيد المبدأ الاعتباطي وتأسيس مبدأ القصدية في علم اللغة العام) هو كتابٌ لمؤلفه عالم سبيط النيلي صدر عام 2008 عن دار المحجة البيضاء للنشر في بيروت. في هذا الكتاب سيقوم المؤلف مجددا باعادة طرح مسألة المبدأ الاعتباطي للغوي دو سوسور (دي سوسير) مؤسس الفكر الاعتباطي الجامع لآراء الاعتباط الإسلامي واليهودي والإثني...الخ
إن هذا الكتاب هو نظريةٌ جديدةٌ في علم اللغة العام تقوم على مبدأ قصديٍّ يناقض الاعتباط في كل شيء. وغايته تجريد الاعتباطية من سلاحها الفعال في خلق الاختلاف والتناقض اللغوي والفكري وتدمير أداتها في خلق الفئات وتأجيج الفتن وافتعال الحروب الفكرية والفعلية وتفتيت العالم وتخريب القيم واتخاذ الحقائق هزواً ولعباً وإلباس الأمور بعضها ببعض وتضييع الحدود بين ما هو صحيح وما هو خاطئ

## وصف
كتبه المؤلف في فصلين:
الفصل الأول مخصص لتفنيد الاعتباط وإظهار تناقضاته في علم اللغة العام. وفي الفصل الثاني يوضح الكاتب فيه معاني الأصوات ويظهر قيمتها الحركية السابقة على أي استعمال، وهي حركة فيزيائية وبالتالي يصبح الكتاب ((نظرية جديدة في علم اللغة)) تقوم على مبدأ القصدية لا الاعتباطية

## من مقدمة الكتاب
تعود أولى المحاولات لفهم دلالة اللفظ إلى القرن الرابع قبل الميلاد حيث وصلتنا مناظرةٌ مستمدّةٌ من الخيال بين سقراط وهيرموجينيز كان قد كتبها كراتيليس الذي كان يشكّ في اللغة إلى درجة أنه (استهجن الكلام برمّته وبدأ بالتفاهم مع محدّثيه بالإيماءات فقط).
ومع أن موضوع المناظرة هو الأسماء ومدى انطباقها على أصحابها وما تثيره بعض تلك الأسماء من سخريةٍ وهزءٍ حينما تكون خلاف المسمى مثل اسم المُناظِر هيرموجينيز حيث هو مشتق من (هرمز) وهو إله التجارة والصيرفة ومعناه (المولود من هرمز)، فيفترض أن يكون المسمى به من الأثرياء إلاّ أن هيرموجينيز كان في الواقع مفلساً. إن موضوع المناظرة هو تلك الأسماء ولكننا نلاحظ أنها حاولت البحث عن الدلالة في الأسماء العامة مثل: جبل، رجل، حصان.. الخ. فهي بذلك أولى الوثائق التي تنطوي على بحثٍ دلاليٍّ بهذا المعنى.
يعلن هيرموجينيز عن موقفه من (اعتباطية الدلالة) ـ فهو يرى أنه:(لا يوجد اسم ينسب لشيءٍ معينٍ تمنحه الطبيعة).
وهذه العبارة دقيقة إلى أبعد حدٍّ في وصف جزافية الدلالة لأنه ينسب النفي فيها إلى الطبيعة وبالتالي فان إطلاقنا الأسماء على الأشياء هو مجرّد اتفاقٍ يمكن تبديله. لذلك أضاف قائلاً:(... ولكن فقط عن طريق العادة والتقليد لأولئك الذين يستخدمون الاسم والذين يوجدون تلك الأسماء). / كراتيليس ـ 384.
وهذه الفكرة أي الاتفاق على الأسماء هي التي نجحت في النهاية وسيطرت على علوم اللغة. فتمَّ تأسيس مبادئ علوم اللغة والبلاغة وأبحاث الدلالة اللفظية وما تعلّق بها في العالم الإسلامي على مبدأ اعتباطية الإشارة اللغوية حيث تمَّ تعميم الفكرة إلى دلالة كل الألفاظ واعتبر عبد القاهر الجرجاني هو أول واضع لها.
وأمّا في الغرب فقد تمَّ تأسيس مبدأ الاعتباطية على يد العالم اللغوي الشهير دي سوسير فسمّاه لأول مرةٍ بـ (المبدأ الاعتباطي) وقرر أن هذا الأمر وإن كان متناقضاً على نحوٍ ما مع علم اللغة إلاّ أنه بالفعل مبدأٌ لا منطقيٌّ وعليه فيمكن تأسيس علمٍ للغة على هذا المبدأ.
ومنذ ذلك الوقت وإلى اليوم لم يحدث أيّ تغيّرٍ ملحوظٍ على مبادئ علم اللغة فكانت الاعتباطية هي الأساس المعتمد لتحليل دلالة المفردات ومن ثم فهم معنى العبارة. وقد انعكس هذا الأساس على قواعد النحو والإعراب وانعكس على اسلوب تنظيم المفردات في العبارة. فتمّ وضع أسس علم البلاغة والبيان على أساس المبدأ الاعتباطي أيضاً ـ وتأثّر الصرف بذلك تأثرا بالغاً لفقدان المعايير الحقيقية في قواعده، فكان الصرف هو الآخر مليئاً بالشواذ والقواعد الجزافية وعمّت النظرية الاعتباطية العالم بأسره واستعملتها الأمم جميعاً في العصر الحديث لشرح وتقعيد لغاتها فانتشرت الفوضى فيها. وذلك بعد ما قام المبدأ الاعتباطي بتخريبٍ عامٍ وشاملٍ لأصول المنطق والفلسفة في الإسلام وبعدما أجهز على الدلالة المحدّدة في نص القرآن فأصبح في نظر البعض كلاماً بليغاً مثل أيِّ كلامٍ آخرٍ. وعجز المنظر المسلم عن تحديد مصادر إعجاز هذا النص المقدس فعمّت الفوضى في تفسير سوره وتعدّدت الوجوه المختلفة والمتناقضة لآياته وظهر التناقض فيه مما حدا بالعلماء والمتكلمين إلى أن يقوموا بمحاولات أخرى ووضع حلول جديدة كانت هي الأخرى مصدراً لاعتباطٍ جديدٍ وتناقضٍ أعظمٍ ثمّ أن هؤلاء قد أكثروا من المجازات والكنايات والاستعارات وأعلنوا عن تعميمٍ شاملٍ للمرادفات يخرج عن كلِّ اتفاقٍ جزافيٍّ فضلاً عن القصدية المحتملة في الألفاظ فأخذ كلُّ قومٍ ما يلائم أهواءهم استناداً إلى فكرة المجاز والترادف.
ولقد كان هذا التعدّد في الدلالة هو السلاح الوحيد الذي تستفيد منه الجماعات المتناحرة والمذاهب المتضاربة في الأديان الثلاثة بصفةٍ خاصةٍ فضلاً عن الفلاسفة والمتكلّمين والمدارس النقدية والمدارس اللغوية المختلفة. فكان في وقتٍ واحدٍ علّة الانقسام والتشرذم وكان سلاحه القوي أيضاً. ولا يمكن إحصاء النتائج الوخيمة التي ظهرت من جراء ذلك فمن الممكن بل الواجب إذا تأمّلت جيداً إدراج الحروب الدامية والصراعات السياسية والاجتماعية والفساد العام وسفك الدماء في سلسلة نتائج الاعتباط اللغوي الذي أدّى إلى اعتباطٍ فكريٍّ عامٍ تبعه انهيارٍ أخلاقيٍّ كان هو سبب هذه النتائج.
إذا رجعنا إلى محاورة سقراط مع صاحبه فيمكننا أن نعتقد أن الاعتباط ليس وليد فكرةٍ أعلن عنها كراتيليس في محاورةٍ متخيلةٍ على لسان هيرموجينيز، إذ يمكن أن تكون الفكرة سابقةً على ذلك. وتحديداً فأنها كانت قد انبثقت من كهنة اليهود. ويستند هذا التحديد إلى نصٍّ وثائقيٍّ يحملُ رغم تأخّر ظهوره دلالةً واضحةً على تأسيس المبدأ الاعتباطي منذ ذلك العهد.
وفي هذا النص ورد وصفٌ لعمل هؤلاء الكهنة في التخريب اللغوي وبعبارتين مختلفتين في انتظام المفردات:
العبارة الأولى: قوله تعالى: (يحرِّفون الكلم عن مواضعه)  46/ 4
العبارة الثانية: قوله تعالى: (يحرِّفون الكلم من بعد مواضعه) 41 / 5
فالعبارة الأولى تعني تحويل اللفظ عن موضعه الأصلي بالتقدير ـ تقديماً أو تأخيراً مثلما هو جارٍ اليوم دوماً في النحو العربي والتفسير القرآني وشروح الأدب.
والعبارة الثانية تعني أن التحريف يتمُّ من بعد الموضع ـ فالموضع لا يُغيَّر وإنما يتمُّ تحريف دلالة اللفظ عن طريق تعدّد الدلالات بالمرادفات والمجاز والاستعارة والكناية وأمثالها.
وتشير وثيقة أخرى إلى أن اليهود قد سألوا النبي (ص) عن قيمة الأصوات ورفض النبي (ص) الإذعان إلى أن الأصوات جزافية أو أنها لا تمتلك قيمةً مسبقةً، بل أعلن هذه القيمة في وثيقتين وردتا بأسانيدٍ معتبرةٍ جداً وفق قواعد الحديث لمنظري الفكر الإسلامي لكنها أهملت تماماً بفعل قوّة الفكر الاعتباطي وسيطرته على الساحة الثقافية. وسيأتي شرح هاتين الوثيقتين في موضعهما من أجزاء هذا الكتاب.
  إذا رجعنا إلى المحاورة نلاحظ أن سقراط حاول الدفاع عن القيمة المسبقة للاسم قبل إطلاقه على المسمى ولكنه اصطدم بمشاكل عديدةٍ. ففي البدء استعمل سقراط فكرة مفادها أن الأفعال التي نفعلها لا نفعلها بمحض إرادتنا بل بالقانون الطبيعي فلكي تحرق خشبةً لا يمكن أن تصبَّ الماء عليها. فكذلك الكلام.. فهو عبارة عن فعل من أفعالنا الكثيرة فهو ناشئ من الطبيعة، ونحن نستعمل تلك الأسماء التي تلائم مسمياتها في الطبيعة. ولكننا نعلم أن الماء يطفئ النار. فنحن ندرك هذا القانون لكننا لا ندرك أيَّ سبب يدعونا لأن نسمي الرجل رجلاً ولا نسميه حصاناً. وهذه المشكلة تتأكد إذا لاحظنا استعمال الأمم الأخرى لأسماء أخرى. إذ يبدو الخصم محقاً حينما يقول أن الناس يتفقون على الاسم وأنّه ليس محدداً في الأصل من الطبيعة.
ويحاول سقراط محاولة أخرى للدفاع عن قصدية اللغة من خلال فكرةٍ ثانيةٍ هي: إن هناك محاكاة للطبيعة في الأسماء. وهذا الأمر يضطرّه للاعتقاد بوجود دلالةٍ في الأصوات نفسها قبل الألفاظ فيدافع عن هذه الفكرة ثم يحاول إيجاد مخرج من مشكلة الاستعمالات المتعدّدة بافتراض وجود لغة قديمةٍ جداً صدرت عن محاكاة الطبيعة. ولكن المحاكاة تعاني من مشكلةٍ أخرى هي دقّة التمثيل. فقد زعم سقراط أن اللام تنزلق في اللسان وأن هذا الصوت موجود في ألفاظٍ معينةٍ تعبِّر عن تلك الحركة. ولكنه أيضاً موجود في كلمةٍ مثل: صلد (skleron)، بالرغم من هذا الفرض.
وبصفةٍ عامةٍ لا تنتهي المحاورة إلى تحديد رأيٍّ معينٍ في المسألة. ومثلما يقول هاريس وتلر: (لقد حيَّرت المناظرة العديد من الباحثين إذ عجزوا عن تحديد مكانها في فلسفة أفلاطون أو إدراك ما ترمي إليه هذه المناقشة المتأرجحة وذلك لأن أياً من النظريات التي تقدم بها كراتيليس أو هيرموجينيز لن تصمد في نهاية المطاف ولن يقبل الحل الوسط على أنه جواب مقنع على السؤال الأصلي).
والسؤال الآن هو: هل أن هدف المحاورة هو تكريس الاعتباطية من خلال محادثةٍ متخيّلةٍ اختير فيها سقراط للدفاع عن القصدية حيث تظهر القصدية عاجزة عن إثبات شيءٍ من تصوراتها مقابل الاعتباط؟. أم أنها كانت بالفعل محاورةً صادقةً للبحث عن الحقيقة؟. ومهما يكن الأمر فالمؤكد أن المحاورة جرت في تاريخٍ متأخرٍ عن فعل اليهود الذي يذكره القرآن الكريم في الموضعين السابقين والمؤكد أيضاً أن الاعتباط اللغوي هو المسيطر على الساحة رغم البعد الجغرافي بين أثينا والأرض المقدسة.
في هذا الكتاب سنقوم مجدداً بإعادة طرح المسألة وتقويم المبدأ الاعتباطي للغوي (دي سوسير) المؤسس للفكر الاعتباطي الجامع لآراء الاعتباط اليهودي والأثني والعالم الإسلامي. ويتألف الكتاب من فصلين رئيسيين:
الأول منهما مخصصُ لتفنيد الاعتباط وإظهار تناقضاته في بناء علم اللغة ونبرهن فيه على أن ما يسمى بعلم اللغة ليس علماً ولا يمت إلى أصول العلم بأيّة صلةٍ تذكر. وفي هذا الفصل نضع المبادئ الأساسية لعلم اللغة القائم على وجود علاقةٍ احتماليةٍ بين آلة النطق والأصوات. ونفسر فيه ظهور الأصوات وعلاقاتها بالألف ومظاهره الأربعة وبذلك نضع لأول مرة تفسيراً معقولاً لأحرف العلّة والحركات وتكوِّن الاشتقاقات المختلفة.
وفي الفصل الثاني نوضح معاني الأصوات ونظهر قيمتها الحركية السابقة على أيِّ استعمال وهي كما سنرى حركةٌ فيزيائيةٌ. وفي هذا الفصل يتمُّ شرح حركات عشرة أصوات من هذا التسلسل:(د، ح، ر، ت، ك، م، ب، ع، ل، ي... الخ)
وينتهي هذا الجزء من الكتاب بصوت الياء. وقد اخترنا هذا الترتيب لتسهيل الأمر على القارئ بناءاً على فهمنا الخاص لمعاني الأصوات وتعاقباتها حيث يظهر التطابق بين الدلالة الحركية لكل تعاقب مع أصول المعاني المستعملة فيها.